# Чикуновские
Организо́ванная престу́пная группиро́вка «Чикуно́вские» — преступная организация Саратова, действовавшая в первой половине 1990-х годов. Лидером группировки являлся Игорь Владимирович Чикунов (1966—1995), известный под прозвищем «Чикун». К моменту своей гибели 1995 года Чикунов считался самым влиятельным криминальным авторитетом города Саратова, контролировавшим до трети частных предприятий города (в том числе и нефтеперерабатывающий завод). Убийство Чикунова и ещё 11 его подручных, совершённое 20 ноября 1995 года в здании ТОО «Гроза», привело к гибели группировки, но остаётся нераскрытым до сих пор. Однако ходили слухи, что к ликвидации этой группировки, как и многих других, причастна «Белая стрела».

## Становление банды

### Игорь Чикунов
Игорь Владимирович Чикунов родился 6 марта 1966 года в Заводском районе Саратова, там же и вырос. Мать — Чикунова Татьяна Егоровна, пенсионерка. По его словам, отец ушёл из семьи, когда Игорю было три месяца, и его воспитанием не занимался; в семье также росла старшая сестра Марина (род. 1961). В детстве занимался в секции бокса в ПТУ № 20, однако спортивного разряда не получал. Окончил Саратовский индустриально-педагогический техникум, ГПТУ № 44 по специальности «токарь», работал в кооперативе «Планета» Владимира Хапалина по кличке «Хапуга», крёстного отца саратовской организованной преступности (там же работали и многие будущие лидеры преступного мира Саратова). На первых порах Чикунов нередко обращался за помощью к известному в Саратове авторитету Василию Мордакову («Мордак»). Из-за сотрясения головного мозга был признан невоеннообязанным и в армии не служил, но военного билета не получал.
Чикунов начинал свою преступную деятельность в 1980-е годы, создав одну из первых саратовских ОПГ, которая занималась рэкетом и действовала под крылом «Хапуги». Его группировка получила название «Парковские», поскольку в Саратовском городском парке в конце 1980-х годов часто собиралась живущая в окрестностях молодёжь. Становление «Чикуновских» было связано с убийством 28 сентября 1990 года Хапалина, тело которого обнаружили в гараже дома 11 по улице Динамовской в Заводском районе Саратова. «Хапуга» находился в тот день без своей охраны, а его смерть привела к развалу всей его преступной империи на несколько враждовавших группировок. На похоронах гроб «Хапуги» несли его же сподвижники Алексей Наволокин, Игорь Чикунов и Валерий Булгаков («Лапа»). В декабре 1991 года Чикунов проходил свидетелем по уголовному делу об убийстве Хапалина: следствие утверждало о краже золотой цепи с крестом с тела «Хапуги», хотя сам Чикунов предъявленную ему цепь не признал в качестве вещи «Хапуги».

### Братья Наволокины
Алексей Владимирович Наволокин родился 30 сентября 1962 года: как и Игорь Чикунов, он вырос в Заводском районе, а его мать работала в сфере торговли. У него был младший брат Александр (родился 4 июля 1967 года). Оба брата занимались боксом в ГПТУ-20 под руководством Геннадия Табоякова: Алексей пришёл туда в возрасте 13 лет, а позже участвовал в уличных поединках и зарабатывал на жизнь, разгружая машины. Александр же стал мастером спорта по боксу. В середине 1980-х годов Алексей устроился работать продавцом в винный отдел магазина № 4 Октябрьского райпродторга, а в годы «перестройки» Алексей заработал первую судимость (условную) за обсчёт покупателя. Александр работал в магазине № 138.
Согласно меморандуму УКГБ СССР по Саратовской области от 30 октября 1989 года, в августе того же года ГУВД Саратовского горисполкома возбудил уголовное дело и добился ареста ряда лиц, которые занимались крупными хищениями спирта и коньяка в Азербайджанской ССР. Утверждалось, что этой группой руководили Наволокины, которые к тому моменту занимались выпуском фальсифицированной водки: среди их сообщников были работники ряда магазинов Заводского и Октябрьского райпродторгов Саратова, приёмщики приёмных пунктов стеклопосуды, а также группа ранее судимых лиц и людей без определённых занятий. Позже Алексей Наволокин стал известен как учредитель и владелец торгово-биржевого дома «Алиса в Саратове» — дочернего предприятия биржи «Алиса», созданной Германом Стерлиговым.
Александр, который был одним из соучредителей биржи «Алиса в Саратове», был расстрелян на Пензенской улице 30 ноября 1991 года: предполагалось, что к убийству были причастны лица, которым не понравилось участие Александра в делах биржи.

## Деятельность группировки
Через месяц после смерти Хапалина был убит вор в законе «Хозяйка», и деятели преступного подполья всерьёз задумались о том, кто станет преемником «Хапуги». Преемником стал некто Сергей Мальков по кличке «Канапа», но раскол усиливался: от общей массы отделились Сергей «Якорь» Яковлев и Александр «Гвоздь» Жуков, в дела стал вмешиваться московский вор в законе Худо Гасоян. В ходе последующих перестрелок были ликвидированы «Рудик» из Энгельса и контролировавший Ленинский район «Факир» (убит в профилактории «Сокол»). На фоне этой войны «Чикун» стал укреплять своё влияние, взяв в 1992—1995 годах контроль над рядом предприятий (универмагом «Детский мир», Центральным универмагом и Центральным крытым рынком) и распространив своё влияние на несколько районов Саратовской области. В частности, Чикуну подчинялась Энгельсская преступная группировка под руководством А. К. Григорьева по кличке «Грек».
Бригада Чикунова обложила в городе данью множество саратовских коммерсантов: бандиты разбивали стёкла в их магазинах и поджигали, а также угрожали семьям предпринимателей, если те не будут выплачивать им дань. Тех, кто отказывался, они убивали. С июня 1992 по февраль 1993 года банда Чикунова совершила ряд краж и вымогательств, насильно забрав несколько автомобилей, а также телевизор и видеомагнитофон Panasonic: помимо этого, банда прибрала к рукам автостоянку в Мирном переулке напротив здания Фрунзенского РОВД. Согласно Станиславу Орленко, численность группировки Чикунова могла достигать около тысячи человек на пике своего могущества; Елена Комарова писала, что среди членов банды было много спортсменов и ветеранов Афганской войны.
К 1995 году Чикунов стал наиболее могущественным лидером саратовского преступного подполья и даже занимался нефтяным бизнесом, владея контрольным пакетом акций нефтяного концерна: всего он на пике своего могущества контролировал до трети коммерческих предприятий Саратова, включая авиационный и нефтеперерабатывающий заводы, а также колхозы и совхозы. Самым серьёзным активом Чикунова был саратовский концерн «АСТЭК-С», занимавшийся нефтяным бизнесом и строительством. Чикунов был формальным учредителем концерна, а его главой был личный бухгалтер Чикунова Алексей Ерусланов по кличке «Профессор». Сам Ерусланов утверждал, что эту кличку получил за «умение думать»; в одних интервью он говорил о том, что его связь с Чикуновым носит исключительно коммерческий характер, в других утверждал, что никогда не скрывал своей дружбы с Чикуновым. Среди сотрудников фирмы «АСТЭК-С» также упоминались такие личности, как Александр Ратачков (министр сельского хозяйства и председатель Саратовского областного комитета Аграрной партии), Фёдор Шимчук (гендиректор завода САПКОН «Нефтемаш»), Григорий Сомовский (представитель партии «Яблоко»), Валерий Пальтер (гендиректор ЗАО «Пробуждение») и Борис Шинчук (министр международных отношений и внешнеэкономических связей Саратовской области).

## Чикунов и общественность

### Первый арест Чикунова
Подполковник юстиции, следователь по особо важным делам ГУВД Саратовской области Вячеслав Борисов сообщал, что предпринимал попытки возбудить уголовное дело против банды Чикунова, однако его начальник всячески выступал против этого, недвусмысленно однажды заявив: «Ты в отношении кого дело-то возбуждаешь? Я еще пожить хочу. Материал брось в урну, спрячь». 3 февраля 1994 года следственное управление УВД Саратовской области возбудило в отношении Григорьева и членов его банды уголовное дело: в ходе допросов арестованные члены бригады Григорьева дали показания о руководящей роли Чикунова в их преступной деятельности. На след Чикунова вышли после того, как стало известно о его присутствии в сентябре того же года на свадьбе Алексея Наволокина, лидера группировки «Наволокинских»: доказательством были множество фотографий и свидетельств о поездке Наволокина с невестой и гостями в открытом экипаже по Саратову. Руководство УВД Саратовской области имело информацию о дате, времени свадьбы и гостях, на основании чего готовило операцию по задержанию всех членов банд «Чикуновских» и «Наволокинских», однако в последний момент операцию пришлось отменить.
29 сентября Чикунова официально привлекли в качестве обвиняемого по статье 95 части 3 УК РСФСР «Вымогательство». 29 ноября Чикунова задержали в квартире его сожительницы Светланы Павловой. Приказ о задержании отдал полковник милиции Василий Сысоев, начальник отдела борьбы с организованной вооружённой преступностью и бандитизмом РУОП Поволжского региона; задержание осуществляла группа во главе с оперативником Сергеем Майером. Арест был санкционирован 30 ноября: Чикунову предъявили обвинения в вымогательстве крупной суммы денег, нескольких автомобилей и разных товаров у двух жителей Энгельса — директора и учредителя малого предприятия «Блок» Тонояна Л. С. и начальника Военторга № 133 Жданкина В. К. Согласно материалам уголовного дела, Чикунов вымогал у Тонояна 10 млн рублей, автомобиль ВАЗ-21061 и пять автомобилей ЗИЛ-4502, а у Жданкина — 1,9 млн рублей, партию сигарет и партию стирального порошка (обе партии на сумму 10 млн рублей). Адвокатом по делу был назначен Владимир Кольченко. Однако 25 января 1995 года следователь прокуратуры Энгельсского района Дмитрий Кучеренко освободил Чикунова. Утверждалось, что потерпевшие и свидетели отказались от своих показаний, и дело было прекращено за отсутствием состава преступления.

### Второй арест Чикунова
Несмотря на заверения начальника Приволжского РУБОПа Владимира Еремкина в том, что и «Чикун», и преступный авторитет «Гвоздь» отправятся за решётку, этого не случилось даже после второго ареста Чикунова. В июле 1995 года Чикунова задержали второй раз по обвинению в вымогательстве: по словам следователя, он даже предлагал большую взятку в обмен на то, что мерой пресечения Чикунову изберут не заключение под стражу, а подписку о невыезде. В итоге свидетели отказались от своих показаний, и в сентябре Чикунова оправдали. По всем документам Чикунов числился как не имеющий судимости, что, однако, воспринималось саратовской организованной преступностью негативно, поскольку она не признавала Чикунова «своим» из-за отсутствия судимостей. Чикунова кавказские группировки обвиняли в том, что тот не вносил средства в «общак», хотя тот нередко помогал заключённым, поставляя им продукты и сигареты.
В 1996 году газета «Саратовские вести» и приложение «Заря молодёжи» выпустили статью «Кто должен сидеть в тюрьме, или Откровения неотставного офицера-силовика», в которой со ссылкой на некоего сотрудника РУБОП утверждалось о причастности Чикунова к убийству пяти человек, однако его супруга Лариса Геннадьевна Чикунова подала в суд на газету и выиграла дело, отсудив более 100 миллионов рублей.

### Друзья и враги Чикунова
С милицией Чикунов старался поддерживать дружественные отношения: так, он перечислил 10 миллионов рублей на счёт местного следственного изолятора. На момент гибели он числился предпринимателем и совладельцем товарищества с ограниченной ответственностью (ТОО) «Гроза» (другим учредителем был Борис Акишин). По свидетельствам жителей района Пролетарка, Чикунов выстроил в районе особняк в купеческом стиле стоимостью два миллиона долларов, а также якобы пресекал рэкет в отношении бабушек-дачниц. Влияние группировки в городе было настолько сильным, что даже губернатор Саратовской области Юрий Белых открыто заявлял в СМИ, что перед принятием решений по любому вопросу встречался с бандитами. Более того, Новый 1993 год бригада встречала в туристическом комплексе «Дагомыс» в одноимённом микрорайоне Сочи в компании нескольких людей, один из которых занимал пост в ОБХСС одного из РОВД Саратова, а в 2000-е стал главой администрации другого саратовского района и активным членом «Единой России»; другой человек позже стал членом правительства Саратовской области, но был осуждён за мошенничество и растраты.
Многие преступные авторитеты Саратова считали Чикунова своим врагом. В 1993 году между преступными группировками Энгельса и Саратова чуть не разгорелась война из-за конфликта Чикунова с авторитетом Никушором, убитым через год. Вечером 30 октября 1995 года в своём автомобиле был расстрелян преступный авторитет по кличке «Зубан», который, по некоторым данным, пытался оспорить права на территорию в центре города, однако был ликвидирован как угроза Чикунову. Среди противников Чикунова были также несколько преступных авторитетов из Москвы, с которыми тот отказался вести переговоры о разделе сфер влияния в Саратове. По данным следователей, у Чикунова был также некий крупный финансовый долг перед самарскими партнёрами по нефтяному бизнесу.

### «Чикуновские» и политика
В последние месяцы жизни, в канун выборов в Государственную думу II созыва Игорь Чикунов стал активно интересоваться политикой: по словам главного редактора газеты «Саратовский расклад» Владимира Спирягина, Чикунов неоднократно появлялся на вечеринках саратовской городской элиты, на которых присутствовал и некий член КПРФ. Хотя Спирягин прямо не называл его фамилию, в последующие годы СМИ установили, что Спирягин имел в виду Валерия Рашкина: Алексей Ерусланов использовал финансовые ресурсы «АСТЭК-С», чтобы финансировать кампанию Валерия Рашкина при избрании в Государственную думу от Саратовской области в 1999 году (в частности, в квитанции от 19 октября 1999 года упоминалось о переведённых 415 тысячах рублей), а позже стал его помощником в Госдуме под номером 18. Помимо Ерусланова, из «Чикуновских» работу с Рашкиным приписывали Асифу Асланову по кличке «Алик», который владел саратовскими казино «Космос» и «Мираж», а также занимался валютными спекуляциями, но одновременно числился помощником депутата от КПРФ на общественных началах под номером 8. Сам Рашкин никогда не признавал факты сотрудничества ни с Еруслановым, ни с Аслановым, а публикации о его связях с криминалом называл заказными.

## Убийство Чикунова
20 ноября 1995 года Игорь Чикунов организовал встречи с несколькими знакомыми по преступному миру, в том числе с Алексеем Наволокиным, который считался его преемником в банде и был убит 9 февраля 1996 года (убийство не раскрыто до сих пор). Около 17:30 двое неизвестных проникли в офис ТОО «Гроза», расположенный недалеко от поста ГАИ, на Алтынной горе в Заводском районе (улица Маркина, дом 2). В комнате площадью около 20 м² находились 14 человек — Игорь Чикунов и его подчинённые из ОПГ, которые сидели в одной комнате и играли в это время в преферанс. Неизвестные открыли огонь из пистолетов ТТ китайского производства, которые потом были выброшены на свалку. Нападение было столь неожиданным, что никто даже не успел оказать сопротивления — оружия у находившихся в комнате людей не было, многие из находившихся в комнате держали руки в карманах в момент нападения.
В результате нападения были убиты 11 человек, в том числе и Чикунов, придавленный несколькими телами; ещё один человек был жив к моменту приезда врачей и милиции, но спасти его не удалось. У каждого из убитых было найдено огнестрельное ранение головы, а в Чикунова попало больше всего пуль. Одна из пуль попала в плюшевого медведя, который запомнился общественности Саратова как символ бойни. Всё произошло в течение ориентировочно 20 секунд. Среди жертв — водитель и друг Чикунова Валерий Горшенин, учредитель ТОО «Гроза» Борис Акишин, и председатель регионального отделения Фонда инвалидов войны в Афганистане Николай Хомутов. Остальным убитым не было и 30 лет, судимостей за ними не было замечено. После убийства выжили только двое: 44-летний Александр Тормозов с огнестрельным ранением головы и 18-летний Армен Авакян, притворившийся мёртвым. Позже выяснилось, что был и третий свидетель, который после случившегося был признан невменяемым. В официальных документах по уголовному делу его настоящее имя не называлось: позже стало известно, что им был 39-летний водитель Афганского Российского фонда Виктор Ракутин. За два последних года к тому моменту в Саратове были убиты 9 главарей и 30 рядовых членов ОПГ.
Сторож, услышавший звуки стрельбы, сначала подумал, что это развлекались сотрудники фирмы, однако когда он увидел двух неизвестных, перелезавших через ограду, то бросился в помещение, где обнаружил трупы работодателей. После этого он вызвал милицию и скорую, которая, выехав на место происшествия, и обнаружила залитую кровью комнату. Похороны погибших состоялись 22 ноября 1995 года: Игоря похоронили на Увекском кладбище. Чикунов оставил супругу Ларису Кузьмину-Чикунову и дочь Наталью 1985 г. р.; также был крёстным отцом дочери Михаила Орлова, бывшего члена своей группировки. Лариса числилась генеральным директор ООО «ИВЧ-ЛЧ», является лидером организации Саратовской региональной общественной благотворительной организации «Добро — детям». В последние годы сожительницей Чикунова была Светлана Вячеславовна Павлова, от этого брака есть сын Александр (род. 9 декабря 1993 года).
Гибель Чикунова не только прервала длившееся с конца 1994 года относительное затишье в преступном мире Саратова, но и стала причиной того, что его группировка потеряла свои позиции и окончательно развалилась: к концу 1997 года она насчитывала около 20 человек. Часть бандитов примкнули к другим бандам. В 2016 году поступили сообщения о выставлении квартиры Чикунова на продажу.
Память криминального авторитета была увековечена в песне с начальными строками «Жил на Волге в Саратове парень, звали Игорь его Чикунов…».

## Дело об убийстве Чикунова
На место преступления срочно вылетел начальник Главного управления уголовного розыска, первый заместитель министра внутренних дел Владимир Колесников. Первая версия, которую разрабатывали члены оперативно-следственной бригады, сводилась к борьбе преступных группировок за сферы влияния. В ночь с 21 на 22 ноября областное УВД провело широкомасштабную операцию по поиску преступников: в ней приняли участие более 1000 человек и 89 автопатрулей. За время операции было осмотрено более четырёх тысяч автомобилей, по подозрению в причастности к преступлению было задержано 45 человек. Об убийстве позже сообщили российские СМИ, сравнивая случившееся с бойней в день Святого Валентина, учинённой Аль Капоне в 1929 году.
С заявлением начальника управления уголовного розыска Петра Конегера о том, что свидетели мешают следствию, а не помогают ему, связано большое количество и разнообразие версий о заказчиках и исполнителях убийства. Так, одним из первых подозреваемых в «заказе» Чикунова прессой назывался директор авиационного завода, имеющий связи с Китаем, однако тот выступил в печати с опровержением подобных слухов. Среди других обвиняемых фигурировали представители чеченских ОПГ, что связывалось с шедшей Первой чеченской войной; неустановленные саратовские преступные авторитеты, которые давно хотели избавиться от Чикунова, в пользу чего говорили натянутые отношения между Чикуновым и авторитетами; некая группа оперативников РУБОП (наподобие мифической «Белой стрелы»), которая якобы решила устроить самосуд над Чикуновым в связи с невозможностью его привлечь к уголовной ответственности законными методами; наконец, преступные деятели Виктор Кулешов, Николай Аббакумов и Василий Тихонов, которые, по версии следствия, не только были причастны к убийству Хапалина, но и могли иметь свои мотивы для сведения личных счётов с Чикуновым.
В 1998 году в прессе появились сообщения о раскрытии убийства Чикунова, которое якобы было связано с контрабандой нефти. Согласно версии, в 1994—1995 годах Чикунов при участии московских партнёров совершил несколько сделок с контрабандной нефтью: москвичи отправляли на Саратовский НПЗ нефть, а полученный из неё бензин продавали структуры, подконтрольные Чикунову. Однако после получения очередной партии нефти Чикунов отказался платить партнёрам 10 млрд рублей, и те дважды от него требовали вернуть деньги или нефть: люди Чикунова отказались возвращать деньги, а полученный бензин уже реализовали. В итоге москвичи наняли трёх киллеров, ранее совершавших убийства: один из них, числившийся в международном розыске, был осуждён в Греции на 26 лет лишения свободы, однако сумел выйти из тюрьмы под залог (или взятку) и сбежать в Россию. Эти же убийцы, по словам начальника Саратовского уголовного розыска Геннадия Ченцова, были причастны к убийству Евгения Щербаня. Утверждалось, что на след убийц вышли в Донецке, обнаружив их арсенал, но самих задержать не удалось: один из них пропал без вести, другой скрылся за границей, а третий попал в тюрьму за мелкое преступление в Республике Коми, после чего был этапирован в Саратов, но никто из свидетелей расстрела в «Грозе» его не опознал. Убедительных доказательств этой версии в итоге так и не было в дальнейшем предъявлено, из-за чего её перестали рассматривать как состоятельную.
В январе 2004 года прокурор Саратовской области Анатолий Бондар заявил, что преступление было раскрыто в ноябре минувшего года и появились подозреваемые в убийстве, один из которых дал признательные показания. Признавшимся в убийстве оказался бывший участник «Чикуновских» Алексей Цыганков по кличке «Потап», подписавший чистосердечное признание в ноябре 2003 года, а его сообщником был Михаил Орлов по кличке «Орёл» — оба они были лидерами конкурирующей с «Чикуновскими» банды, известной как «Чайники» или «Чайки». Выяснилось, что ещё летом 2003 года сотрудники оперативно-розыскного бюро Приволжского УВДТ занялись «разработкой» Цыганкова, состоявшего в преступной группировке «Чайники» и приговорённого к пожизненному лишению свободы за убийство трёх членов этой банды (он расстрелял их, отрубив затем головы и кисти рук). Следствие предполагало, что Цыганков мог быть причастен к убийству в 1994 году руководителя Приволжской железной дороги Юрия Циттеля или даже к убийству «Чикуновских».
Изначально Цыганков не только признался в убийстве, но и выдал Орлова как своего сообщника в этом преступлении, который был 16 июля 2003 года задержан в посёлке Первомайский. Государственный обвинитель Эдуард Лохов на судебном процессе выдвинул версию, по которой Игорь Чикунов в своё время поссорился с Орловым и Цыганковым, отняв у них контроль над несколькими ювелирными магазинами Саратова и потребовав долг в 40 тысяч долларов. Когда Цыганков попытался вернуть себе магазины, то его избили, и он решил отомстить, начав летом 1995 года практиковаться в пулевой стрельбе, а в ту самую ночь он под предлогом попытки помириться с Чикуновым беспрепятственно заехал в офис «Грозы», пользуясь тем, что охрана его прекрасно знала, и устроил бойню. Обвинение строилось также на показаниях Авакяна, который в 2003 году, отбывая срок в тюрьме, заявил, что узнал Цыганкова, хотя другой выживший говорил, что стрелявшие были в масках. Сам Орлов был ключевым свидетелем по делу 1999 года об убийствах нескольких человек, чьи отрубленные головы и кисти были обнаружены вдоль трассы Саратов — Волгоград зимой 1999 года, хотя имел при этом небольшой срок за сокрытие преступления и мелкие провинности. Вскоре Цыганков отказался от своих показаний, заявив, что его заставили оговорить себя; Орлов же себя не признавал виновным в принципе. Среди знавших детали следствия появились серьёзные сомнения в причастности Цыганкова и Орлова к убийству Чикунова. В итоге 20 июля 2004 года суд присяжных постановил, что убийство действительно было совершено, но доказательств причастности Орлова и Цыганкова не было представлено. В итоге оба были оправданы, но если Орлова освободили в зале суда, то Цыганков отправился отбывать пожизненное заключение дальше.
Гособвинитель обжаловал приговор в Верховном суде: один из присяжных заседателей имел судимость, но не сообщил об этом при отборе в коллегию, к тому же Цыганков носил униформу осуждённого пожизненно, что шло вразрез с требованиями, по которым присяжные не должны были знать ничего, кроме материалов, связанных с делом. Следующий процесс по этому же делу состоялся через пять лет, но 9 июля 2009 года Саратовский областной суд повторно вынес в отношении обвиняемых оправдательный приговор.

## После распада банды

### Алексей Наволокин
После гибели Чикунова прогремели ещё два убийства, которые следствие связывало с гибелью «Чикуна»: это гибель Алексея Наволокина, считавшегося одним из «преемников» Чикунова, и Олега Гульбадьяна. Вечером 9 февраля 1996 года около 17:15 Алексей Наволокин вошёл со своим охранником Курмышевым в подъезд дома по улице Симбирцева, где проживал: охранник зашёл первым, проверив подъезд на наличие возможной засады. Когда оба поднялись на лестничную площадку, прогремел взрыв: сработало самодельное взрывное устройство, спрятанное за батареей отопления. В результате взрыва Наволокин получил множество ранений, а охраннику оторвало часть правой ноги. Водитель, оставшийся в машине на улице, вытащил Наволокина и охранника и доставил их в больницу, однако Алексей скончался по пути в больницу, а его телохранитель умер на следующий день.
Согласно одной из версий, исполнителями убийства были бандиты из ОПГ «Чайки» под руководством Алексея Цыганкова, также обвинявшегося в убийстве Чикунова: эту версию отстаивали оперативники отдела «Кобра». Аргументом в пользу убийства был тот факт, что эта банда расправилась с Александром «Фаней» Фадеевым, считавшимся преемником Алексея Наволокина: 13 марта 1998 года он был ранен у своего дома, а 18 марта неизвестный пробрался в палату городской больницы № 2, пронёс пистолет и со словами «ваши пилюли, господин Фадеев» расстрелял раненого. Один из сообщников Цыганкова на допросах якобы показывал самодельное взрывное устройство, полностью идентичное тому, которое было установлено в доме Наволокина. Следствие собрало большое количество информации, выдвинув также версию о связи гибели Алексея Наволокина с расстрелом банды Чикунова. Однако это убийство так и осталось не раскрытым.

### Олег Гульбадьян
21 мая 1998 года в 18:45 в доме по улице Орджоникидзе в Заводском районе Саратова прогремел взрыв бомбы, в результате которого погиб один из членов банды Чикунова — Олег Гульбадьян. Пресса по ошибке нередко называла Гульбадьяна «правой рукой Чикунова», хотя следствие утверждало, что Гульбадьян действительно пытался заменить погибшего Чикунова на посту лидера группировки и сплотить её остатки. По словам очевидцев, вечером к дому подъехал автомобиль Volvo, в котором были Гульбадьян, сожительница Чикунова Светлана Павлова и их охранник — Олег и Светлана жили в той же квартире, где ранее жил Чикунов. Рядом с их машиной стоял чёрный ВАЗ-21099: в момент взрыва он сорвался с места и скрылся. В результате взрыва Гульбадьян погиб на месте (ему разворотило левую часть грудной клетки), а Павлова и охранник получили осколочные ранения ног, груди и живота: пострадавших госпитализировали в СарНИИТО, где оказали необходимую медицинскую помощь.
Следствие предположило, что бомба была спрятана за батарею и была приведена в действие радиосигналом: по их же версии, убийство могло стать следствием борьбы за передел сфер влияния в городе. Покушение журналисты связали с убийством Чикунова, а заказчиком убийства называли Александра «Липана» Липанова. Среди подозреваемых в организации покушения на Гульбадьяна могли быть энгельсские преступники Андрей «Веник» Сочан, Виталий «Витас» Першин и Игорь «Сапара» Мутенин, которым приписывались множество других громких убийств и покушений на криминальных авторитетов Саратова и Саратовской области (при этом Мутенин сам погиб в мае 1999 года от рук Сочана и Першина).

### Судьба других членов
17 декабря 1997 года шестеро членов банды Чикунова, примкнувшие к одной из банд Хвалынска, встретились с представителями одной из тольяттинских банд в баре «Эллада», а затем ушли с ними после застолья в сауну, где завязалась ссора, переросшая в драку со стрельбой. В результате стрельбы был ранен один из тольяттинцев, и его сообщники по банде решили расправиться с «саратовскими». Пьяных саратовцев загнали в пустой бассейн и жестоко избили там, а затем по одному вывели на улицу и перерезали им горло. Тела были вывезены за город, к 100-му километру трассы Саратов—Сызрань (в 7 км от города Хвалынск), и выброшены на снег. Когда один из них застонал, бандиты решили добить раненых, коля их отвёртками в уши. Из шести человек выжил только человек по фамилии Жариков, которого на следующий день подобрал водитель дальнобойщик, доставивший в медсанчасть. Милиция обнаружила на месте расправы два автомобиля ВАЗ-2109 со следами крови, а в соседнем лесу обнаружила пять трупов саратовцев. По обвинению в убийстве были задержаны десять бандитов из Тольятти.
Помощник Рашкина Асиф Асланов погиб в 2006 году в Саратове в результате взрыва его внедорожника BMW X5, прогремевшего на перекрёстке улиц Чапаева и Тараса Шевченко. В 2011 году комиссар движения «Наши» Константин Голоскоков обратился в прокуратуру с просьбой проверить связи Валерия Рашкина с саратовскими лицами, обвинявшимися в организованной преступной деятельности.

### Алексей Ерусланов
Алексей Ерусланов после гибели Чикунова присвоил себе как легальные активы ТОО «Гроза», так и нелегальные активы «Чикуновских», став в дальнейшем владельцем «Детского мира». Он остался на посту президента «АСТЭК-С» и продолжил работу как помощник Рашкина в Госдуме, а в 2007 году намеревался сам баллотироваться в Саратовскую областную думу по спискам КПРФ (№ 4), но снялся с выборов. В апреле 2008 года против него было возбуждено уголовное дело по обвинению в хулиганстве, совершённом группой лиц по предварительному сговору или организованной группой: следствие полагало, что Ерусланов участвовал в перестрелке возле города Маркса, в ходе которой был ранен один человек. Уголовное дело было в итоге прекращено: согласно заявлению программы «Чрезвычайное происшествие» телеканала НТВ, в защиту Ерусланова якобы выступали саратовские депутаты Госдумы от КПРФ Валерий Рашкин и Ольга Алимова. Журналист Евгений Михайлов, который издавал газету на средства Ерусланова, после ареста своего спонсора пытался заполучить от него долг в размере 1,1 млн рублей, однако Ерусланов не только отказался это делать, но и сам пригрозил конфисковать у Михайлова дом и машину.
Ночью 28 мая 2017 года Алексей Ерусланов был арестован полицией по обвинению в нападении на сотрудников правоохранительных органов: согласно следствию, на пути из Энгельса в Саратов он остановил машину рядом с постом ДПС у села Шумейка и стал громко выяснять отношения со своей супругой. Двое полицейских потребовали от Ерусланова предъявить документы, однако он стал нецензурно выражаться в их адрес и затеял драку, ударив одного в лицо головой, а второму нанеся удар ногой по ноге. На суде Ерусланов утверждал, что ударил полицейских неумышленно, а его показания были искажены следствием; также он выражал сомнения в достоверности некоторых свидетельских показаний. Адвокаты Ерусланова считали, что его необходимо освободить от уголовной ответственности по состоянию здоровья. 4 октября 2017 года его освободили из-под стражи и перевели под домашний арест, поскольку, по словам Ерусланова, врачи установили у него наличие заболеваний, исключающих содержание под стражей: утверждалось, что у него была обнаружена опухоль, лечение которой возможно провести в одной из московских клиник.
В ходе прений сторон прокуратура требовала признать Ерусланова виновным и приговорить его к 5 годам лишения свободы. В своём последнем слове Ерусланов заявил, что считает возбуждение этого дела отчасти связанным с тем, что суд и правоохранительные органы относились к нему предвзято из-за былой дружбы с покойным Чикуновым, хотя, по его словам, «тогда было такое время»: Алексей Николаевич говорил, что некоторые СМИ писали о его аресте как об аресте «последнего из „чикуновских“». 12 марта 2018 года Энгельсский районный суд признал Ерусланова виновным в нападении на сотрудников правоохранительных органов (часть 2 статьи 318 УК РФ) и приговорил его к 5 годам лишения свободы с отбыванием наказания в колонии общего режима. Наказание он отбывал в ИК-33 (посёлок Елшанка). Защита требовала освободить Ерусланова по состоянию здоровья, и только 28 февраля 2019 года суд освободил его от отбывания наказания по состоянию здоровья.

## Комментарии
1. ↑  Позже оба попали в тюрьму за преступления, не связанные напрямую с делами банды «Чикуновских»[14]
2. ↑  Расшифровывается как «Игорь Владимирович Чикунов — Лариса Чикунова»[22]
3. ↑  Речь идёт о Вадиме Болотских («Москвич») и Геннадий Зангелиди («Зверь»)[38]
4. ↑  Также известен по прозвищу «Потат»[13]

### Книги
- Крутов А. Н. «Дело» было в Саратове. Уголовные дела саратовской элиты. — Саратов: Научная книга, 2011. — 496 с. — 1000 экз. — ISBN 978-5-9758-1333-6.
- Максимов А. А. Российская преступность: Кто есть кто. — М.: Эксмо-пресс, 1998. — 452 с. — ISBN 5-04-000405-2.
- Михайлов С. Ю. Криминальный Саратов: Очерки. — Саратов: Слово и К, 1997. — 160 с. — 5000 экз.
- Михайлов С. Ю. Криминальный Саратов-2: Очерки. — Саратов: Слово и К, 2000. — 168 с. — 1000 экз.
- Раззаков Ф. И. Бандиты времён капитализма. — М.: Эксмо, 1996. — 193 с.
- Борисов В. А. Протокол допроса Игоря Чикунова от 30 ноября 1994 года. — 2019. — 6 июля.

### Газетные статьи
- Александр Игорев. Разборки в Саратове. Бандиты оставили свидетеля // КоммерсантЪ. — 1998. — 7 августа (№ 143).
- Андрей Козенко[вд]. «Гроза» отгремела. Присяжные оправдали обвиняемых в 12 убийствах // Коммерсантъ. — 2004. — 21 июля (№ 131).
- Елена Комарова. Расследование разборки в Саратове. В причастности к расстрелу подозревали двадцать человек // КоммерсантЪ. — 1996. — 19 декабря (№ 218).
- Елена Комарова. Вдова саратовского «авторитета» отсудила у газеты 100 миллионов рублей. — 1997. — 22 октября (№ 181).
- Елена Комарова. «Авторитета» убили по радио // КоммерсантЪ. — 1998. — 2 июня (№ 97).
- Толковый саратовский словарь. «Химдым» — Яхимовича дом // Общественное мнение. — 2017. — Январь-февраль (№ 1—2 (200)).
- Александр Раскин, Елена Комарова, Максим Шашков. Расстрел в Саратове. Бандитская пуля осталась нерасписанной // КоммерсантЪ. — 1995. — 23 ноября (№ 217).
- Станислав Орленко. Расстрел Чикуна: убийство, ставшее легендой // Московский комсомолец в Саратове. — 2015. — 18 ноября (№ 47 (952)).
- Станислав Орленко. Взрывчатка за подъездной батареей определила судьбы саратовского бизнеса и криминала // Московский комсомолец в Саратове. — 2016. — 10 февраля (№ 7).
- Станислав Орленко. 20 лет назад в Саратове добивали остатки «чикуновской команды». Саратов: Московский комсомолец (23 мая 2018). Дата обращения: 31 января 2022.